# Roy Hall (Musiker, 1922)
Roy Hall (* 7. Mai 1922 in Big Stone Gab, Virginia, als James Faye Hall; † 3. März 1984 in Nashville, Tennessee) war ein US-amerikanischer Country- und Rockabilly-Musiker sowie Pianist. Er war unter anderem Co-Autor von Jerry Lee Lewis’ Hit Whole Lotta Shakin’ Goin’ On.

## Leben

### Kindheit und Jugend
Roy Hall wurde in Virginia geboren. Schon als Kind lernte er von seiner Mutter Klavier spielen, für das er offensichtlich großes Talent besaß. Mit elf Jahren spielte er bereits so gut, dass er in der Umgebung von Bristol, Tennessee auftrat. In dieser Zeit wurde er von dem Bluesmusiker Willie Perryman, genannt Piano Red, beeinflusst, mit dem er in seiner Freizeit zusammen spielte. Piano Red war für seine Alkoholexzesse bekannt; diese Eigenschaft übernahm Hall in seinen Jugendjahren. 

### Anfänge
Um 1933 lernte er den berühmten Country-Musiker Uncle Dave Macon kennen, der ihn in seine Begleitband aufnahm. So unternahm er Tourneen durch die ganzen USA und erhielt die Chance schon früh in der Grand Ole Opry, der erfolgreichsten Radiosendung Amerikas, zu spielen. In Roanoke, Virginia war er bereits ein bekannter Musiker und 1943 wurde er Mitglied der Hall Brothers. Diese bestanden ursprünglich aus den Brüdern Clayton und Saford Hall sowie Roy Hall. Letzterer jedoch starb bei einem Autounfall und nun ersetzte James Faye Hall den verstorbenen Hall. Parallel dazu nahm er auch den Namen Roy Hall an. Kurze Zeit später gründete er seine eigene Band, die Cohutta Mountain Boys, deren Namen er der Cohutta-Gegend in den Appalachen entnahm.

### Karriere
1949 erhielten sie die Gelegenheit, in Detroit, Michigan, ihre ersten Platten aufzunehmen. Ihre Debüt-Single wurde bei Bullet Records veröffentlicht, während der Dirty Boogie, die ein Hillbilly-Boogie-Song war, ein lokaler Hit bei Fortune Records aus Detroit wurde. Doch danach folgten weniger erfolgreiche Jahre, in denen er als Hintergrundmusiker tätig war, unter anderem auch für Tennessee Ernie Ford, durch Tennessee und Kentucky zog oder als Pianist in seiner Feierabendkneipe „Musicians Hideaway“ in Nashville spielte. Hier lernte er 1954 den jungen Jerry Lee Lewis kennen, der später bei Sun Records als Rock-’n’-Roll-Musiker Karriere machen sollte. Sein ebenfalls virtuoses Klavierspiel beeindruckte Hall, und er beschaffte Lewis einen Job in seinem Lokal. 
Seine Erfolglosigkeit wurde mit dem Country-Sänger Webb Pierce beendet, der ihn als Musiker anstellte. 1955 erhielt er dann bei den Decca Records einen Plattenvertrag. Einer seiner Singles dort war der selbstgeschriebene Titel Whole Lotta Shakin’ Goin’ On, der später von Jerry Lee Lewis aufgenommen und dadurch zum Hit wurde. Hall veröffentlichte weiterhin Platten und trat mit Musikern wie Marty Robbins und Hawkshaw Hawkins auf. Doch 1956 lief sein Plattenvertrag aus; später spielte er weiterhin mit Webb Pierce und veröffentlichte immer wieder Platten – ohne Erfolg.
Roy Hall verstarb am 3. März 1984 in Nashville, Tennessee.

## Diskographie
| Jahr      | Titel                                                                                          | Plattenfirma                         |
| --------- | ---------------------------------------------------------------------------------------------- | ------------------------------------ |
| 1950      | Mule Boogie / Old Folks Jamboree                                                               | Bullet Records                       |
| 1950      | Ain’t You Afraid / Turn My Picture To The Wall                                                 | Bullet Records                       |
| 1951      | Dirty Boogie / No Rose Of San Antone                                                           | Fortune Records                      |
| unbekannt | Oakie Doaks / Dirty Boogie                                                                     | Fortune Records                      |
| unbekannt | Never Marry A Tennessee Gal / We Never Get Too Big To Cry                                      | Fortune Records                      |
| 1953      | Going Down The Road Feelin’ Bad / Jealous Love                                                 | Fortune Records                      |
| 1955      | Whole Lotta Shakin’ Goin’ On / All By Myself                                                   | Decca Records                        |
| 1956      | See You Later, Alligator / Don’t Stop Now                                                      | Decca Records                        |
| 1956      | Blue Suede Shows / Luscious                                                                    | Decca Records                        |
| 1956      | Diggin’ The Boogie / Three Alley Cats                                                          | Decca Records                        |
| 1956      | Corrine, Corrine / Don’t Ask Me No Questions                                                   | Decca Records                        |
| 1960      | One Monkey Can’t Stop The Show / Flood Of Love                                                 | Pierce Records                       |
| 1965      | Three Alley Cats / Bed Spring Motel (23. Spring Street)                                        | Fortune Records                      |
| 1965      | Dig, Everybody, Dig The Boogie / Go Go Little Queenie!                                         | Fortune Records                      |
|           | - Christine - Move On - Offbeat Boogie - My Girl And His Girl - You Ruined My Blue Suede Shows | Decca Records (nicht veröffentlicht) |
|           | - Christine - I Lost My Baby - Sweet Love On My Mind - My Girl And His Girl                    | Sun Records (nicht veröffentlicht)   |